# Ib Geertsen
Ib Geertsen Hansen (7. januar 1919 i København – 3. juni 2009 på Frederiksberg) var en dansk maler, grafiker og billedhugger. Geertsen værker er kunsthistorisk forbundet til den konkret abstrakte malerkunst, som brød frem i slutningen af 1940'erne, og som var et opgør med COBRA-bevægelsen og den nordiske ekspressionisme. Han blev i høj grad kendt for sine mobiler, selvbevægelige kunstværker.
Geertsen var medstifter af Linien II, som først og fremmest så geometrien og den konkrete malerkunst som den moderne malerkunsts vigtigste elementer. Det var objektivitet og aflæselighed frem for mystik og følelsesfuldhed som var i fokus. Maleriet skulle ikke som sådan nødvendigvis forestille noget. Det var det dokumentariske der skulle i forgrunden. Grønlandsk maskekunst var et tema som han studerede i dybden, men ikke med den magiske og fortryllende tilgang til emnet som hos COBRA og surrealisterne, derimod i den dokumentarisk historiske form.
Geertsen var autodidakt, men nåede stor anerkendelse og lavede større dekorative arbejder med stærke farvesammensætninger på skoler, institutioner (som f.eks. en kravleskulptur ved Københavns børnehjem i Skodsborg) og på sygehuse i Næstved og Aalborg samt andre opgaver i det offentlige fysiske rum som udsmykningen af to højhus-gavle i Brøndby Kommune. 

## Geertsen er repræsenteret på bl.a. følgende museer
- ARoS Aarhus Kunstmuseum
- Esbjerg Kunstmuseum
- Fyns Kunstmuseum
- Herning Kunstmuseum
- Kastrupgaardssamlingen
- Kobberstiksamlingen
- Kunstmuseet Køge Skitsesamling
- Nordjyllands Kunstmuseum
- Statens Museum for Kunst
- Sønderjyllands Kunstmuseum

...og flere svenske museer